# Mikeas Sánchez
Mikeas Sánchez (Chapultenango, Chiapas, 1980) es poeta, maestra, escritora, narradora, traductora y radialista mexicana, de origen zoque. Nació en Tujsübajk (Río de agua verde), Chapultenango, Chiapas, México. Es maestra en didáctica de la lengua y la literatura por la Universidad Autónoma de Barcelona.

## Obra
Autora de los libros de poesía: 
- 2013, Mojk’jäyä/Mokaya
- 2013, Kobikyajubä’jaye/Selección poética
- 2012, Mumure’ tä’ yäjktambä/ Todos somos cimarrones
- 2011, Äj’ ngujkomo/Desde mi médula
- 2006, Maka mujsi tumä jama/Y sabrás un día

## Antologías
- Like a New Sun,  antología de 6 poetas indígenas contemporáneos de  México (2015)- coautoría[2]
- Un manojo de lirios para el retorno. Poetas chiapanecos 1973-1990 (2015)
- Cofre de cedro, 40 poetas de Chiapas (2012)
- Collar de historias y lunas, antología de poesía de mujeres indígenas de América Latina (2011),
- Jaime Sabines 83 aniversario, 83 poetas (2009),
- México: diversas lenguas una sola nación, tomo I Poesía (2008),
- Los abismos de la palabra. (2005)[3]
- El bolom dice…Antología de cuentos (2005)

## Multimedia
El rescate del mundo, poemas de Rosario castellanos (2012)
Lluvia de sueños, Escritoras y cantantes indígenas de México, volumen III (2007) y volumen II (2006).
Algunos de sus poemas han sido traducidos al catalán, alemán, maya, portugués e inglés.

## Premios
En 2004 obtuvo el Premio Estatal de Poesía Indígena Pat O’ tan;  y en 2005 el Primer Premio de Narrativa Y el Bolom dice. Es autora del libro Tumjama Maka Müjsi (Y sabrás un día), 2006. 